# Hello Goodbye (film 2008)
Hello Goodbye è un film del 2008 di produzione internazionale diretto da Graham Guit.